# Songs About Girls
Songs About Girls es el tercer álbum solista de will.i.am de los Black Eyed Peas. El título previsto originalmente para este álbum era "Keep the Beeper". El disco fue lanzado el 25 de septiembre de 2007. El primer sencillo que se desprendió de este álbum fue "I Got It From My Mama", el cual debutó en el Billboard Hot 100 en la posición #93 el 17 de agosto de 2007.

## Antecedentes
El álbum fue descrito por will.i.am como semiautobiográfico y conceptual "donde todas las canciones cuentan una historia de amor, desamor, búsqueda del amor, destrucción del amor y de la destrucción para un nuevo comienzo. Este viaje es lo que lo hace único." El álbum esta parcialmente inspirado en una relación de siete años que will.i.am experimentó y las infidelidades y el rompimiento de esa relación. De acuerdo con el video en el MySpace de will.i.am, el considera que Songs About Girls es su "álbum debut", siendo sus anteriores dos discos solo compilaciones de producciones.

## Lanzamiento
En septiembre de 2006, will.i.am se convirtió en el jefe de mercadotecnia de la compañía de distribución musical en línea: Musicane. Musicane permite a los artistas vendes directamente al público una compañía disquera de por medio. Will.i.am ha confirmado que planea que Songs About Girls sea una colección infinitamente expandible de canciones que serán distribuidas por Musicane y algunos otros servicios parecidos. 
El álbum recibió disco de oro tres días después de salir a la venta en Polonia.
Según will.i.am; "Si tengo un álbum lleno de canciones sobre chicas, ¿Qué pasara si mañana escribo otra canción sobre una chica?", explica. "Así, algo que empezó con sólo 15 temas, en los próximos diez años pueden llegar a ser de 100. ¿Tener 12 canciones por álbum? Eso quedó en el pasado."
El CD se filtró por Internet el 19 de septiembre de 2007

## Colaboraciones
will.i.am reveló en el programa del canal de la MTV canadiense e2 que para su siguiente álbum, pretendía contar con una serie de colaboradores entre los que estarían Slick Rick, Ice Cube, Q-Tip, Common, Snoop Dogg, Too Short, Busta Rhymes y Ludacris. Sin embargo, la única colaboración que finalmente aparecería en el álbum es la de Snoop Dogg. Por su parte, la cantante suiza Kat Graham aparece cantando en los temas I Got It from My Mama, One More Chance y The Donque Song, aunque su nombre no aparece acreditado en el álbum. will.i.am y Justin Timberlake grabaron un tema conjuntamente, Going Crazy, aunque fue descartado en la selección final.

## Lista de canciones
Todas producidas por will.iam, excepto donde se marca. "Dynamic (Interlude)" no tiene créditos para su compositor ni productor.
1. "Over" 4:01
2. "Heartbreaker" 5:28
3. "I Got It from My Mama" 4:02
4. "She's a Star" (Producida por Polow da Don) 3:48
5. "Get Your Money" 5:28
6. "The Donque Song" (con Snoop Dogg) (Producida por Fernando Garibay) 4:30
7. "Impatient" (Con Dante Santiago) 4:17
8. "One More Chance" (Producida por Fernando Garibay) 4:24
9. "Invisible" (Producida por will.i.am y Paper-Boy) 3:57
10. "Fantastic" 3:26
11. "Fly Girl" 4:46
12. "Dynamic Interlude" 1:20
13. "Ain't It Pretty" (Producida por Polow da Don) 4:36
14. "Make It Funky" 4:00
15. "S.O.S. (Mother Nature)" 4:18

### Bonus
1. "Spending Money" 3:57 (Japón/Rusia/Taiwan/UK) (no marcada como bonus en UK)
2. "Mama Mia" 3:39 (Japón/UK)
3. "Damn Damn Damn" 4:28
4. "will.i.am vs. Superblack (solo preordenando por iTunes)"

## Posicionamiento
| Listas(2007)                 | Posición |
| ---------------------------- | -------- |
| Australian ARIA Albums Chart | 58       |
| France Albums Chart          | 89       |
| Switzerland Albums Chart     | 27       |
| Russian Chart                | 7        |
| UK Albums Chart              | 68       |
| U.S. Billboard 200           | 38       |